# Psegmatopterus
Psegmatopterus is een geslacht van kevers uit de familie van de loopkevers (Carabidae). De wetenschappelijke naam van het geslacht is voor het eerst geldig gepubliceerd in 1878 door Chaudoir.

## Soorten
Het geslacht Psegmatopterus is monotypisch en omvat slechts de volgende soort:
- Psegmatopterus politissimus (White, 1846)